# Wincenty Pujanek
Wincenty Pujanek (ur. 12 stycznia 1907 w Jarocinie, zm. wiosną (zapewne w kwietniu) 1940 w Charkowie) – polski urzędnik farmaceutyczny, lekkoatleta, biegacz sprinterski, medalista mistrzostw Polski, podporucznik rezerwy piechoty Wojska Polskiego, ofiara zbrodni katyńskiej.

## Życiorys
Rodzina, wykształcenie i praca
Urodził się jako drugie dziecko Stanisława (mistrz kowalsko-ślusarski) i Jadwigi, z domu Scheller. W maju 1928 ukończył Państwowe Gimnazjum Klasyczne w Jarocinie uzyskując maturę, po czym przeprowadził się z rodziną do Leszna. 1 października 1929 rozpoczął naukę w Aptece pod Orłem należącej do Bolesława Skrzypczaka. 29 września 1931 zdał egzamin na pomocnika aptekarskiego, po czym był zatrudniony w aptekach w Poniecu, Żabikowie i Lesznie. Mając przeszło 30 lat w 1938 rozpoczął studia farmacji na Wydziale Matematyczno-Przyrodniczym Uniwersytetu Poznańskiego.
Kariera sportowa
Był sportowcem, uprawiał lekkoatletykę. Był zawodnikiem drużyny Towarzystwa Gimnastycznego „Sokół” w Lesznie. Specjalizował się w biegach sprinterskich (rekord życiowy na 200 metrów – 23,2 s., na 400 m – 52,1 s.). Podczas mistrzostw Polski 1934 rozgrywanych na poznańskim Stadionie Miejskim zajął 5. miejsce w biegu na 400 m, 4. miejsce w biegu sztafetowym 4 x 100 m oraz zdobył srebrny medal w biegu sztafetowym 4 x 400 m (czas 3:33,0). W swojej karierze w biegach sztafetowych biegał na pierwszej zmianie.
Służba wojskowa
W 1929 został absolwentem batalionu podchorążych rezerwy piechoty nr 7 w Śremie jako plutonowy podchorąży. W późniejszych latach w batalionie odbywał ćwiczenia rezerwy w 1934, 1936 i 1938 jako dowódca plutonu. Został przydzielony do 56 pułku piechoty wielkopolskiej w Krotoszynie. Został mianowany do stopnia podporucznika ze starszeństwem z dniem 1 stycznia 1933.
W sierpniu 1939, wobec zagrożenia konfliktem zbrojnym, został zmobilizowany do macierzystego 56 pułku piechoty, a po wybuchu II wojny światowej we wrześniu 1939 w jego szeregach walczył w kampanii wrześniowej. Po agresji ZSRR na Polskę został aresztowany przez Sowietów. Był przetrzymywany w obozie w Starobielsku. Stamtąd wiosną 1940 jego bliscy otrzymali nadaną przez niego pocztówkę. 24 kwietnia 1940 wraz z grupą jeńców osadzonych w Starobielsku został przewieziony do Charkowa i rozstrzelany przez funkcjonariuszy Obwodowego Zarządu NKWD w Charkowie oraz pracowników NKWD przybyłych z Moskwy na mocy decyzji Biura Politycznego KC WKP(b) z 5 marca 1940. Pogrzebano go w bezimiennej, zbiorowej mogile w Piatichatkach, gdzie od 17 czerwca 2000 mieści się oficjalnie Cmentarz Ofiar Totalitaryzmu w Charkowie. Figuruje na Liście Starobielskiej NKWD pod poz. 2566.

## Upamiętnienie
5 października 2007 minister obrony narodowej Aleksander Szczygło – decyzją nr 439/MON – mianował go pośmiertnie na stopień porucznika. Awans został ogłoszony 10 listopada 2007 w Warszawie, w trakcie uroczystości „Katyń Pamiętamy – Uczcijmy Pamięć Bohaterów”. 